# Šlina
La Šlina (in russo Шлина?) è un fiume della Russia europea nord-occidentale tributario di sinistra del Cna. Scorre nell'oblast' di Tver'. Appartiene al bacino del Mar Baltico.

## Descrizione
Scorre dal lago Šlino sul Rialto del Valdaj, al confine con l'oblast' di Novgorod. L'altezza della sorgente è di 199 m sul livello del mare. Nel corso superiore è un fiume veloce e serpeggiante largo circa 20 metri con foreste lungo le rive. Nel corso medio scorre attraverso il piccolo lago Glybi, dopodiché la corrente si calma. Poi la velocità della corrente aumenta nuovamente, il canale diventa molto tortuoso, ci sono prati e pinete lungo le rive. La larghezza del fiume è di 30-40 metri. Negli ultimi chilometri, il ristagno del bacino idrico di Vyšnevolock, inizia a influenzare la corrente, la larghezza del fiume aumenta, la corrente si indebolisce, compaiono isole, canali e lanche. L'altezza della foce è di 163,5 m sul livello del mare. 
La Šlina attraversa il bacino di Vyšnevolock e sfocia nel fiume Cna di fronte al canale Cnin. Alla confluenza del fiume nel bacino si trova l'insediamento di tipo urbano di Krasnomajskij. Il fiume, che scorre prevalentemente in direzione orientale, ha una lunghezza di 102 km; l'area del suo bacino è di 2 300 km².